# Canton de Saint-André-les-Vergers
Le canton de Saint-André-les-Vergers est une circonscription électorale française du département de l'Aube créée par le décret du 21 février 2014 et entrée en vigueur lors des élections départementales de 2015.

## Histoire
Un nouveau découpage territorial de l'Aube entre en vigueur à l'occasion des élections départementales de mars 2015, défini par le décret du 21 février 2014, en application des lois du 17 mai 2013 (loi organique 2013-402 et loi 2013-403). Les conseillers départementaux sont, à compter de ces élections, élus au scrutin majoritaire binominal mixte. Les électeurs de chaque canton élisent au Conseil départemental, nouvelle appellation du Conseil général, deux membres de sexe différent, qui se présentent en binôme de candidats. Les conseillers départementaux sont élus pour six ans au scrutin binominal majoritaire à deux tours, l'accès au second tour nécessitant 12,5 % des inscrits au premier tour. En outre la totalité des conseillers départementaux est renouvelée. Ce nouveau mode de scrutin nécessite un redécoupage des cantons dont le nombre est divisé par deux avec arrondi à l'unité impaire supérieure si ce nombre n'est pas entier impair, assorti de conditions de seuils minimaux. Dans l'Aube, le nombre de cantons passe ainsi de 33 à 17.
Le canton de Saint-André-les-Vergers est formé de communes des anciens cantons de Sainte-Savine (2 communes), de Troyes-7 (1 commune) et de Troyes-6 (2 communes). Le canton est entièrement inclus dans l'arrondissement de Troyes. Le bureau centralisateur est situé à Saint-André-les-Vergers.

## Représentation
| Période élective | Période élective | Mandat | Mandat   | Identité                     | Nuance | Nuance | Qualité |
| ---------------- | ---------------- | ------ | -------- | ---------------------------- | ------ | ------ | --- |
| 2015             | 2021             | 2015   | 2021     | Alain Balland                |        | LR     | Cadre retraité Maire de Saint-André-les-Vergers (2001-2020), Ancien vice-Président du Grand-Troyes                          |
| 2015             | 2021             | 2015   | 2021     | Véronique Saublet Saint-Mars |        | DVD    | Fonctionnaire Maire de La Rivière-de-Corps (2008-2020), conseillère municipale depuis 2020, Vice-Présidente du Grand-Troyes |
| 2021             | 2028             | 2021   | en cours | Alain Balland                |        | LR     | Conseiller sortant |
| 2021             | 2028             | 2021   | en cours | Catherine Ledouble           |        | DVD    | Pharmacienne Maire de Saint-André-les-Vergers depuis 2020                                                                   |

### Résultats détaillés

#### Élections de mars 2015
À l'issue du premier tour des élections départementales de 2015, deux binômes sont en ballottage : Alain Balland et Véronique Saublet Saint-Mars (Union de la Droite, 46,47 %) et Michèle Berthier et Axel Domagala (FN, 29,51 %). Le taux de participation est de 46,96 % (7 288 votants sur 15 519 inscrits) contre 50,14 % au niveau départemental et 50,17 % au niveau national.
Au second tour, Alain Balland et Véronique Saublet Saint-Mars (Union de la Droite) sont élus avec 68,2 % des suffrages exprimés et un taux de participation de 46,94 % (4 563 voix pour 7 285 votants et 15 519 inscrits).

#### Élections de juin 2021
Le premier tour des élections départementales de 2021 est marqué par un très faible taux de participation (33,26 % au niveau national). Dans le canton de Saint-André-les-Vergers, ce taux de participation est de 28,78 % (4 660 votants sur 16 189 inscrits) contre 32,18 % au niveau départemental. À l'issue de ce premier tour, deux binômes sont en ballottage : Alain Balland et Catherine Ledouble (Union au centre et à droite, 50,96 %) et Michèle Berthier et Guilhem Ranc (RN, 25,7 %).
Le second tour des élections est marqué une nouvelle fois par une abstention massive équivalente au premier tour. Les taux de participation sont de 34,3 % au niveau national, 32,31 % dans le département et 28,71 % dans le canton de Saint-André-les-Vergers. Alain Balland et Catherine Ledouble (Union au centre et à droite) sont élus avec 73,15 % des suffrages exprimés (3 128 voix pour 4 648 votants et 16 190 inscrits),,.

## Composition
Le nouveau canton de Saint-André-les-Vergers comprend cinq communes entières.
| Nom                                             | Code Insee | Intercommunalité              | Superficie (km2) | Population (dernière pop. légale) | Densité (hab./km2) | Modifier                                    |
| ----------------------------------------------- | ---------- | ----------------------------- | ---------------- | --------------------------------- | ------------------ | ------------------------------------------- |
| Saint-André-les-Vergers (bureau centralisateur) | 10333      | CA Troyes Champagne Métropole | 5,86             | 12 695 (2022)                     | 2 166              | modifier les données · modifier les données |
| La Rivière-de-Corps                             | 10321      | CA Troyes Champagne Métropole | 7,26             | 3 681 (2022)                      | 507                | modifier les données · modifier les données |
| Rosières-près-Troyes                            | 10325      | CA Troyes Champagne Métropole | 6,23             | 4 866 (2022)                      | 781                | modifier les données · modifier les données |
| Saint-Germain                                   | 10340      | CA Troyes Champagne Métropole | 13,80            | 2 402 (2022)                      | 174                | modifier les données · modifier les données |
| Torvilliers                                     | 10381      | CA Troyes Champagne Métropole | 12,11            | 1 035 (2022)                      | 85                 | modifier les données · modifier les données |
| Canton de Saint-André-les-Vergers               | 1010       |                               | 45,26            | 24 679 (2022)                     | 545                | modifier les données                        |

## Démographie
En 2022, le canton comptait 24 679 habitants, en évolution de +8,66 % par rapport à 2016 (Aube : +0,7 %, France hors Mayotte : +2,11 %).
| 2013   | 2018   | 2022   |
| ------ | ------ | ------ |
| 21 813 | 23 717 | 24 679 |